# Ercole Rangone
Ercole Rangone (ur. ok. 1491 w Bolonii, zm. 25 sierpnia 1527 w Rzymie) – włoski kardynał.

## Życiorys
Urodził się około 1491 roku w Bolonii, jako syn Niccola Rangone i Bianci Bentivoglio. Gdy jego matka owdowiała w 1500 roku, rodzina przeniosła się do Modeny. Po ukończeniu szkoły Ercole wyjechał do Rzymu, gdzie poznał Giovanniego de’ Medici. Gdy ten ostatni został papieżem, mianował Ragnone protonotariuszem apostolskim i osobistym szambelanem. 1 lipca 1517 roku Ercole został kreowany kardynałem diakonem i otrzymał diakonię Sant'Agata alla Suburra. 15 czerwca 1519 roku został wybrany biskupem Adrii. Rok później został biskupem Modeny. W 1524 roku zrezygnował z zarządzania diecezją Adria. Podczas złupienia Rzymu został zamknięty w Zamku św. Anioła razem z Klemensem VII. Przebywając tam poważnie zachorował i zmarł 25 sierpnia 1527 roku.